# Episodi di Archer (tredicesima stagione)
La tredicesima stagione della serie animata Archer, composta da 8 episodi, è andata in onda sul canale televisivo FXX, dal 24 agosto al 12 ottobre 2022.
In Italia la stagione è stata resa interamente disponibile il 1º dicembre 2022, dal servizio di video on demand Netflix.
| nº | Titolo originale            | Titolo italiano                          | Prima TV USA      | Pubblicazione Italia |
| -- | --------------------------- | ---------------------------------------- | ----------------- | -------------------- |
| 1  | The Big Con                 | La grande truffa                         | 24 agosto 2022    | 1º dicembre 2022     |
| 2  | Operation: Fang             | Operazione Fang                          | 31 agosto 2022    | 1º dicembre 2022     |
| 3  | Saturday                    | Sabato                                   | 7 settembre 2022  | 1º dicembre 2022     |
| 4  | Laws of Attraction          | La legge dell'attrazione                 | 14 settembre 2022 | 1º dicembre 2022     |
| 5  | Out of Network              | L'esterna                                | 21 settembre 2022 | 1º dicembre 2022     |
| 6  | Bank Run at Mr. Bank's Bank | Il prelievo nella banca del signor Banca | 28 settembre 2022 | 1º dicembre 2022     |
| 7  | Distraction Action          | I diversivi                              | 5 ottobre 2022    | 1º dicembre 2022     |
| 8  | Dough, Ray, and Me          | Io, Ray e la pasticceria                 | 12 ottobre 2022   | 1º dicembre 2022     |